# Швемзаль
Швемзаль (нем. Schwemsal) — община в Германии, в земле Саксония-Анхальт. 
Входит в состав района Биттерфельд. Подчиняется управлению Мульдестаузее-Шмерцбах.  Население составляет 663 человека (на 31 декабря 2006 года). Занимает площадь 17,13 км².